# Climatius
Climatius je rod izumrlih riba koji pripada razredu Acanthodii (tzv. bodljikavih morskih psa).
U ovaj rod spadaju raniji poznati pripadnici bodljikavih morskih pasa. Vrste roda Climatius bile su aktivni plivači koji su koristili svoju moćnu repnu peraju i više stabilizacijskih peraja. Smatra se da su vjerojatno lovile ostale ribe i rakove. Njihova donja čeljust bila je bogata zubima koji su se mijenjali nakn što su se istrošili (polifiodontizam); dok je gornja čeljust bila bez zuba. Kao obranu od grabežljivaca, pripadnici roda Climatius imali su petnaest bodlji s donje strane tijela i na leđima (nalazile su se u leđnoj peraji).
Kasniji predstavnici bodljikavih morskih pasa imali su sve manje bodlji, kao npr. kod pripadnika roda Acanthodes broj bodlji sveo se na šest.